# Mahuea Tholus
Mahuea Tholus is een heuvel op de planeet Venus. Mahuea Tholus werd in 1994 genoemd naar Mahuea, godin van het vuur in de Maori-cultuur.
De heuvel heeft een diameter van 110 kilometer en bevindt zich in het gelijknamig quadrangle Mahuea Tholus (V-49).